# 普賴姆角
普賴姆角（英語：Prime Head）是南極洲的海岬，位於葛拉漢地的特里尼蒂半島，處於南極半島北端，由法國探險隊命名，現時由南極條約體系管理。